# Reckoner
«Reckoner» — пісня англійського рок-гурту Radiohead, випущена на їхньому сьомому альбомі In Rainbows. Вона була спродюсована Найджелом Ґодрічем і створена в той час, коли Radiohead працювали над іншою піснею, «Feeling Pulled Apart by Horses».
«Reckoner» була названа однією з найкращих пісень десятиліття за версією Pitchfork та NME. Ремікси на неї випустили Джеймс Холден, Flying Lotus і Diplo. Radiohead випустили окремі доріжки для реміксів для фанатів, як це було з їхнім синглом «Nude» 2008 року. «Reckoner» досягнув 74 місця в UK Singles Chart.

## Запис
«Reckoner» виникла з іншої пісні з такою ж назвою, яка пізніше стала відома як «Feeling Pulled Apart by Horses». Radiohead написали коду, яка перетворилася на іншу пісню, але зберегла назву «Reckoner». Продюсер Найджел Ґодріч згадував про сесії запису: «Люди [були] по всьому будинку, трясли речами і створювали цей грув, а потім розрізали його на маленькі шматочки і збирали разом. Це було дуже весело».

## Композиція
У «Reckoner» звучить фальцет Йорка, «холодна, дзвінка» перкусія, «звивиста» гітарна лінія, піанінно і струнне аранжування гітариста Джонні Ґрінвуда. Йорк сказав, що гітарний риф був даниною поваги гітаристу Red Hot Chili Peppers Джону Фрушанте, «в моїй незграбній манері 'не можу вибрати'». Він описав пісню як «щось на кшталт пісні про кохання … Типу того».

## Реліз
«Reckoner» вийшла на альбомі Radiohead 2007 року In Rainbows. Як і для синглу «Nude», 28 вересня 2008 року Radiohead випустили окремі доріжки треку, щоб шанувальники могли придбати та реміксувати їх. Фани могли завантажувати свої ремікси на сайт Radiohead і голосувати за свої улюблені. Електронні музиканти Джеймс Холден, Flying Lotus і Diplo також долучились до створення реміксів.
Після того, як доріжки були випущені у продаж, «Reckoner» досягла 74 місця в UK Singles Chart. Вона не увійшла до американського чарту Billboard Hot 100, але досягла 21 місця в чарті Bubbling Under Hot 100. Виконання «Reckoner» увійшло до концертного відео 2008 року In Rainbows – From the Basement.
«Reckoner» була використана в титрах фільму Задуха 2008 року, знятого за романом Чака Поланіка. За словами Поланіка, Radiohead написали саундтрек до фільму в стилі ембієнт, що пізніше було спростовано менеджментом Radiohead.

## Музичне відео
Кліп «Reckoner» був створений Клементом Піконом, який виграв конкурс, проведений Radiohead та анімаційною студією Aniboom, на створення анімації до пісні з альбому In Rainbows. Йорк описав його як «одну з моїх найулюбленіших відеоробіт, які коли-небудь траплялися».

## Відгуки
Рецензуючи In Rainbows, Pitchfork писав, що «Reckoner» не був «найбільш миттєвим треком», але після кількох прослуховувань «він виявляється однією з найбільш запаморочливо красивих речей, які гурт коли-небудь записував». У жовтні 2011 року читачі Rolling Stone визнали її дев'ятою найкращою піснею Radiohead, а NME поставив її на 93-тє місце серед найкращих треків за попередні 15 років. Pitchfork поставив її на 254 сходинку найкращих пісень десятиліття. У 2020 році Guardian назвав «Reckoner» третьою найкращою піснею Radiohead, написавши: «Спочатку безневинна, „Reckoner“ розгортає повний фул-хаус віртуозних виконань, занурених у зимову ковдру виробництва Ґодріча. Вона заспокоює, а потім підносить».

## Персоналії
Radiohead
- Колін Ґрінвуд
- Джонні Ґрінвуд
- Ед О'Браєн
- Філіп Селвей
- Том Йорк

Продакшн
- Найджел Ґодріч – продюсування, зведення, звукорежисер
- Ден Греч-Маргера — звукорежисер
- Боб Людвіг — мастеринг
- Х'юго Ніколсон — звукорежисер
- Грем Стюарт — пре-продакшн
- Річард Вудкрафт — звукорежисер

Художнє оформлення
- Стенлі Донвуд
- Dr Tchock